# Dutch baby
Un Dutch baby, parfois appelée crêpe allemande, un Bismarck, un Dutch puff ou un Hootenanny,, est un grand popover américain.
Un Dutch baby est semblable à un grand Yorkshire pudding. Par rapport à une crêpe typique, un Dutch baby est toujours cuit au four, plutôt que d'être frit des deux côtés sur la cuisinière, il est généralement plus épais que la plupart des crêpes, et il ne contient pas d'ingrédients chimiques levants, comme la levure chimique.
L'idée d'une crêpe bébé hollandaise peut avoir été dérivée du Pfannkuchen allemand, mais la forme actuelle est née aux États-Unis au début des années 1900,,.

## Crêpe de David Eyre
Une David Eyre est une variante du Dutch baby nommée d'après l'écrivain et éditeur américain David W. Eyre (1912-2008). La recette a été publiée par le rédacteur en chef du New York Times Craig Claiborne dans un article du 10 avril 1966 intitulé Pancake Nonpareil ; outre la régularisation générale des quantités et des températures pour un usage moderne, elle omettait le sucre et le sel de la pâte. Dans cet article, Claiborne racontait avoir découvert le plat lors d'un petit-déjeuner préparé par Eyre, alors rédacteur en chef du Honolulu Magazine, alors que Claiborne visitait la maison d'Eyre à Honolulu.